# 下原村 (岐阜県)

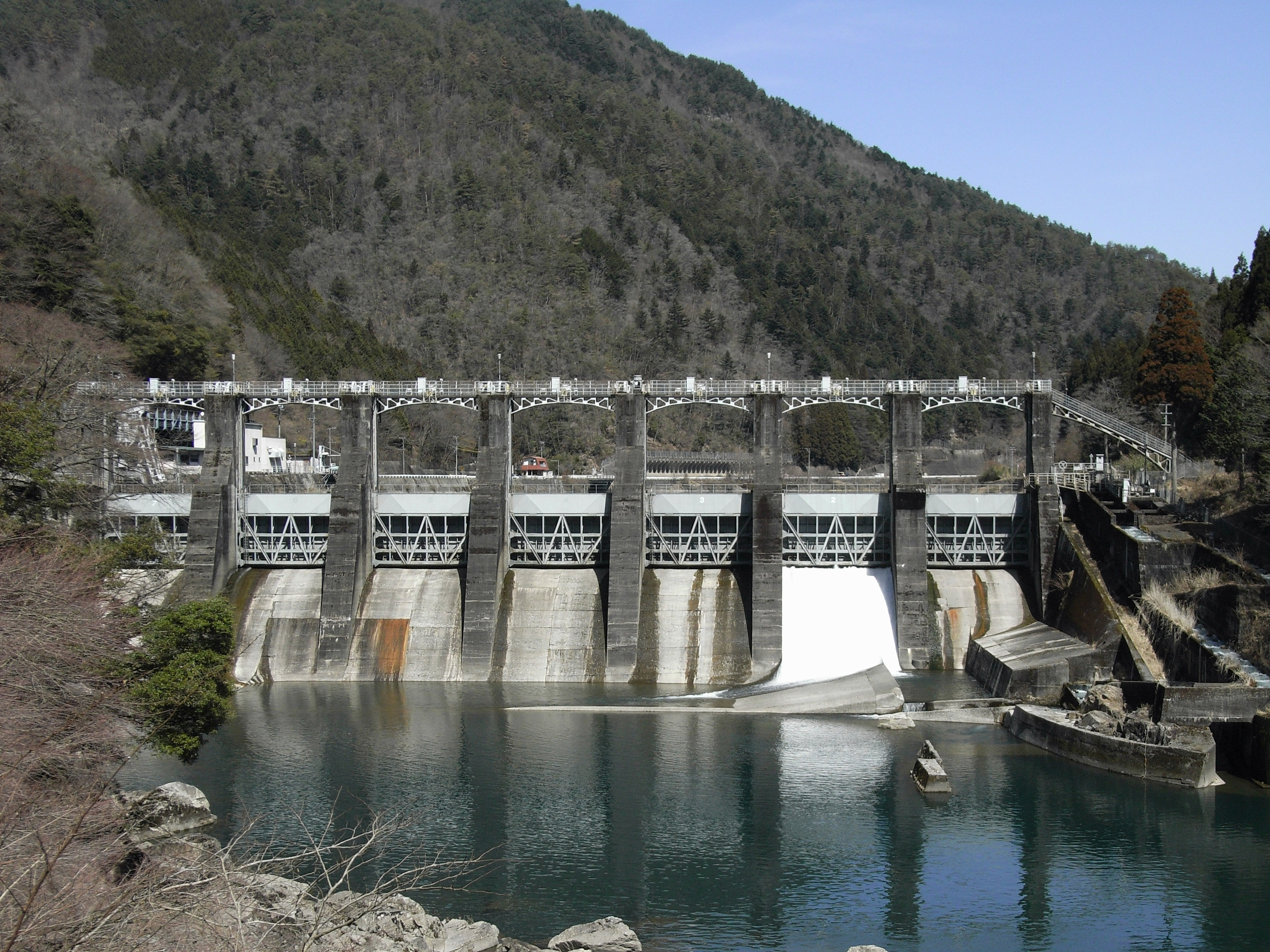
下原ダム

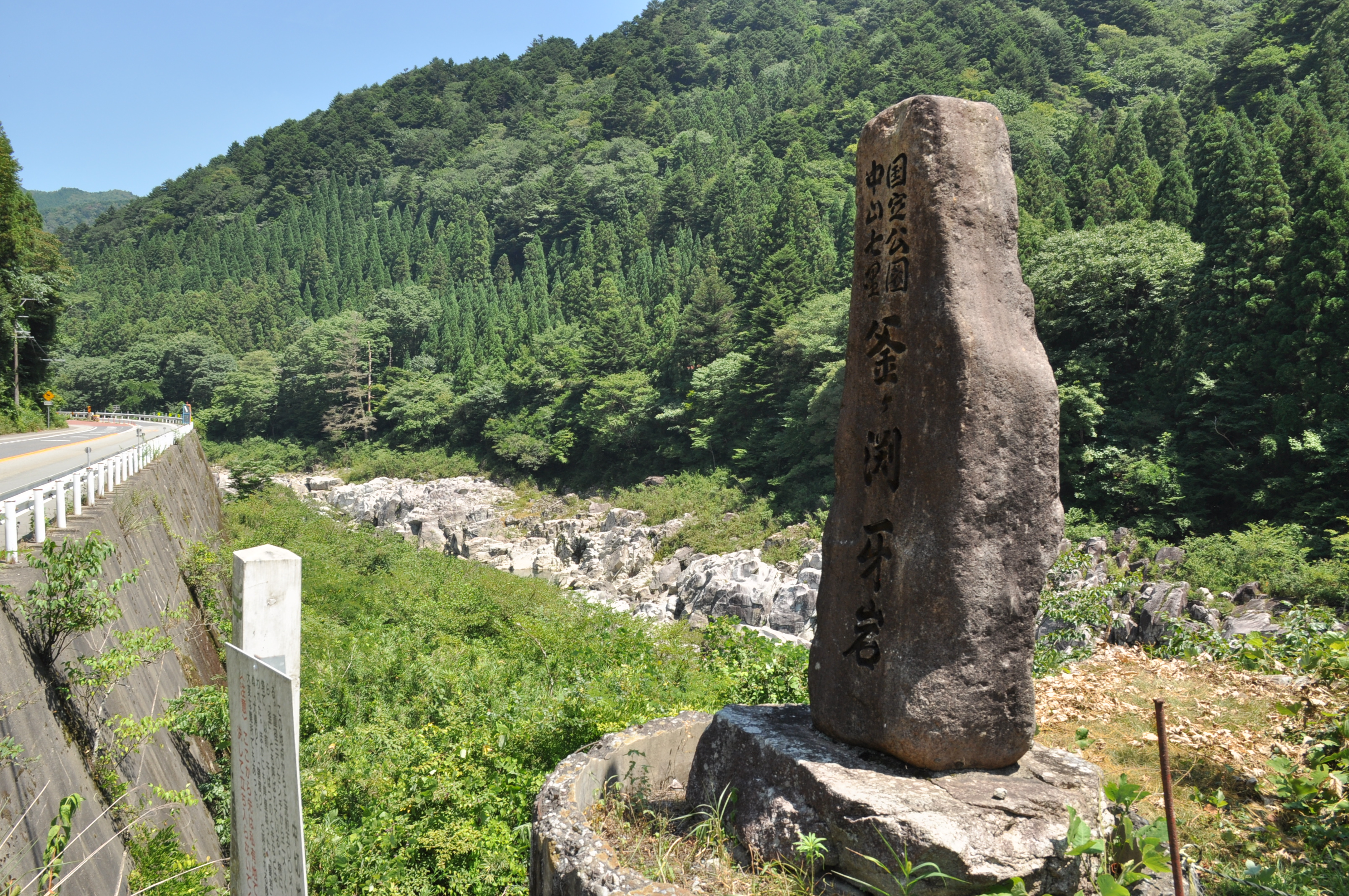
中山七里

下原村（しもはらむら）は、かつて岐阜県益田郡に存在した村である。1955年（昭和30年）に合併で金山町となった後、現在は下呂市の一部である。
かつての金山町東部、旧飛騨国の最南端で飛騨川沿いの村である。

## 歴史
近代以前
- 縄文時代の遺跡が、下原地域では各所において発見されており、人々の生活があったと考えられる[1]。
- 870年（貞観12年）益田郡が大野郡より分かれて成立する。
- 平安時代（1000年）頃 益田郡は益田郷[注釈 1]と秋秀郷[注釈 2]となる[注釈 3][2]。
- 室町時代 飛騨国守護京極氏の領地となる。
- 戦国時代 守護代である三木氏の領地となる。
- 1586年（天正14年）飛騨高山藩領となる。
- 1600年頃 (慶長年間) 秋秀郷が麻生郷と竹原郷に分割されこの地域は、麻生郷となる。
- 1692年（元禄5年）幕府領となる。
- 1700年頃 (元禄年間) 麻生郷が下原郷と改称する。

近代以降
- 1875年（明治8年）下原郷の名称を廃止し、久野川村、夏焼村、蛇之尾村、田口村、門和佐村、門原村、保井戸村、火打村、和佐村、瀬戸村、三ツ渕村、福来村、中津原村、大船渡村、中切村、下原町村、渡村が合併し下原村が成立。
- 1883年（明治16年）分割により、（旧）久野川・夏焼・蛇之尾・田口・門和佐の各村域が上原村、（旧）門原・保井戸・火打・和佐・瀬戸・三ツ渕の各村域が中原村として独立。
- 1889年（明治22年）7月1日 - 町村制により下原村が村制施行。
- 1955年（昭和30年）武儀郡金山町・菅田町、郡上郡東村と合併し、益田郡金山町が発足。同日下原村廃止。

## 教育
- 下原村立下原小学校（後の下呂市立下原小学校。2021年3月に閉校）
- 中学校は金山町の金山町下原村の学校組合立濃斐中学校に通学。

## 交通
- 国鉄高山本線
  - 飛騨金山駅[3]
- 国道41号

## 名所・旧跡
- 中山七里
- 下原ダム
- 下原八幡神社
- 下原・福来口留番所跡
- 飛州下原中綱場(県指定史跡)
- 保木山城址
- 下原旅館(陣屋)跡
- 玉龍寺
- 万福寺